# Anna Teichmüller
Anna Teichmüller (geboren 11. Mai 1861 in Göttingen; gestorben 6. September 1940 in Schreiberhau) war eine deutsche Komponistin, Pianistin und Musiklehrerin.

## Leben
Anna Teichmüller war das älteste Kind des späteren Professors an der Kaiserlichen Universität Dorpat Gustav Teichmüller mit dessen erster Frau Anna von Cramer (1842–1862). Ihre Mutter starb kurz nach der Geburt der zweiten Tochter Lina. Nach der Heirat von Gustav Teichmüller mit Anna von Cramers Schwester Lina von Cramer (1844–1894) wuchs Anna Teichmüller mit ihrer Schwester und acht weiteren Halbgeschwistern in Dorpat auf. Sie behielt ihren baltischen Akzent zeitlebens. In Sankt Petersburg lebte sie um 1884 zeitweise bei ihrer Verwandtschaft mütterlicherseits. Sie weilte im Winter 1887/1888 in Berlin und zog dann nach dem Tod des Vaters im Mai 1888 mit Mutter und Geschwistern nach Jena. Es ist bekannt, dass sie vielseitigen Interessen nachging, zu denen neben Musik auch Philosophie und Theologie gehörten.
In Jena lernte sie 1893 Carl Hauptmann kennen, der sie um 1900 dazu bewegte, mit anderen Familienmitgliedern nach Schreiberhau zu ziehen. Als Mitglied des „Kreises von Schreiberhau“ verkehrte sie dort unter anderem mit Hanns Fechner, Hermann Hendrich, Wilhelm Bölsche, Bruno Wille, Werner Sombart und Hermann Stehr. Ab 1904 veröffentlichte sie Kompositionen. Besonders eng war die Freundschaft mit Gerhart Hauptmann, der ihr Klavierspiel besonders schätzte und sie als seine „Liederbraut“ bezeichnete. Carl Hauptmann benötigte häufig ihr Klavierspiel, um sich zum Schreiben anzuregen. Sie vertonte neben Hauptmanns Gedichten auch solche von Vollrad Eigenbrod, Conrad Ferdinand Meyer, Gottfried Keller und Hermann Löns. Sie komponierte auch, obwohl Protestantin, die Musik der Missa poetica von Ilse von Stach. Eine Oper und einige Kinder-Theaterstücke sind nicht überliefert.
Sie wurde als „anerkannte“ Komponistin auch vom Nationalsozialismus vereinnahmt.